# Плотина Мальпассе
Плотина Мальпассе́ (фр. Barrage de Malpasset) — бетонная арочная плотина на реке Рейран, построенная примерно в 7 км к северу от города Фрежюс (южная Франция, департамент Вар, Лазурный Берег). Плотина предназначалась для целей ирригации и водоснабжения. Её длина по гребню составляла 222 м, ширина по гребню — 1,5 м, ширина по основанию — 6,82 м, ширина паводкового водослива — 30 м. Арка плотины — двояковыпуклой кривизны симметричного очертания.
2 декабря 1959 года плотина Мальпассе рухнула, город Фрежюс подвергся практически полному затоплению. В результате наводнения погибло 423 человека (по официальным данным), общий размер ущерба в денежном эквиваленте составил около 68 млн долларов США.

## История строительства
История Мальпассе началась в 1865 году, когда администрации департамента Вар был представлен проект плотины на реке Рейран высотой 25 метров. Проект был не дешёв и был «отложен в долгий ящик» до лучших времен.
После Второй мировой войны в рамках согласования крупных проектов промышленного и сельскохозяйственного развития Франции вопрос о строительстве плотины был снова поднят. В этот раз было принято решение «за» строительство объекта. Основная цель гидросооружения состояла в организации водоснабжения и ирригации для сельского хозяйства в этом засушливом регионе.
К строительству плотины были привлечены три организации — управляющая компания Rural Engineering, фирма Coyne et Bellier, возглавляемая известным французским гидроинженером Андре Куаном, отвечающая за проектирование плотины, и профессор Жорж Корруа, ответственный за геологическое обследование. Финансирование изначально основывалось на средствах, получаемых по плану Маршалла, но в дальнейшем проект этих денег так и не увидел — взамен была получена (большей частью — обещана, но об этом ниже) субсидия Министерства сельского хозяйства Франции (580 млн франков, по ценам 1955 года). Плотина должна была окупиться за счёт средств, получаемых за воду от окружающих муниципалитетов, предпринимателей и тому подобного.
Строительно-монтажные работы по возведению плотины были начаты в апреле 1952 года. Место строительства — долина реки Рейран в районе населённого пункта Мальпассе. Ввиду скудного финансирования (а скудным оно было уже начиная с этапа подготовительных работ) были нередки забастовки рабочих и остановки строительства. Закончено строительство было в 1954 году. Далее последовал длительный засушливый период вплоть до 1959 года, в течение которого водохранилище плотины Мальпассе заполнялось лишь на малую часть.
Кроме проблем финансирования, весь период строительства и 5 лет эксплуатации плотину преследовали и другие неприятности: военные производили взрывы в непосредственной близости от сооружения; ради экономии средств строители ухудшали качество бетона; в плотине наблюдались течи; буквально в нескольких сотнях метров по соседству велось строительство автотрассы А8 с применением взрывчатки и так далее.
Среди всех типов плотин именно арочные плотины осуществляют наиболее серьёзное сопротивление давлению воды и, грубо говоря, могут простоять ровно столько, сколько простоят горы, в которые упирается арочная плотина. Плотина Мальпассе тоже могла бы простоять век и более, если бы не один нюанс, не учтённый при проектировании (точнее — нюанс, который невозможно было учесть в те времена).

## Хронология катастрофы
15 ноября 1959 года: была обнаружена повышенная фильтрация воды сквозь правый берег, примерно в 20 м от плотины.
19 ноября — 2 декабря: в районе Мальпассе идут обильные дожди. За этот период выпадает 500 мм дождевых осадков (при этом в течение последних 24 часов перед аварией выпадает 130 мм).
27 ноября: отмечено увеличение фильтрации воды сквозь скалу правого берега.
2 декабря: в связи с тем, что дождь продолжается, а уровень воды в верхнем бьефе (уровень воды со стороны водохранилища) не доходит до края плотины всего на 28 см, персонал плотины запрашивает разрешение у администрации департамента Вар на открытие затворов паводкового водосброса. Опасаясь подтопления строительной площадки автодороги А8, строящейся в 200 метрах ниже по течению (могли быть повреждены быки моста, бетон которых был залит недавно), администрация района запрещает открывать водосброс.
18 часов 00 минут: поступает разрешение на частичное открытие затворов водосброса — его открывают с расходом 40 м³/сек, что крайне мало для оперативной сработки водохранилища.
21 час 13 минут: происходит обрушение напорного фронта плотины Мальпассе. Прорыв создаёт волну высотой 40 м, двигающуюся со скоростью 70 км/ч. В течение нескольких минут полностью уничтожены две маленькие деревни — Мальпассе и Бозон, а также стройплощадка автодороги А8. По словам выживших свидетелей, в момент аварии со стороны плотины раздался сильный треск, затем во всех домах ударной волной воздуха были выбиты двери и окна (что свидетельствует о мгновенном разрушении тела плотины — огромная стена воды сработала как поршень, двигаясь в узком каньоне, сжав воздух впереди себя). Неизвестный житель долины дозванивается по телефону до полицейского управления Фрежюса, но там никаких мер не предпринимают.
21 час 33 минуты: волна, стерев по пути массу небольших автодорог и железнодорожных путей и будучи уже высотой «всего» 3 м, доходит до Фрежюса (почти 10 км от плотины), затопляя всю его западную половину, где, наконец, уходит в море.

## Аварийно-спасательные работы
Среди череды трагедий этой ночи известны многочисленные свидетельства человеческой отваги и самопожертвования:
- машинист и кондукторы междугороднего трамвая, смытого водой с путей, спасли всех своих пассажиров (70 человек), переведя их на крышу тяжелого моторного вагона;
- владелец ресторана с помощью водного велосипеда спас нескольких людей из бурного потока воды;
- две семьи, жившие в старой мельнице, успевают загерметизировать (если такой термин применим к старой мельнице) подручными средствами все окна и двери строения и спасаются;
- 11-летняя девочка спасает своих младших братьев 2 и 9 лет, затащив их за волосы на верхнюю полку гардероба в своей спальне.

Несмотря на кромешную темноту ночи, солдаты и морские пехотинцы французской армии, войск США, а также строители автодороги А8 в первые же часы после катастрофы (до официальной организации аварийно-спасательных работ) организуют оперативное транспортное снабжение с помощью вертолетов, катеров, строительной техники, грузовиков, понтонов. Доктора и медсёстры всю ночь помогают множеству раненых людей, используя карманные фонарики.
Чуть позже французское правительство инициирует начало мероприятий плана ORSEC (официальный план экстренной ликвидации последствий техногенных и природных катастроф). Военнослужащие местных военных баз совместно с подразделением американских вертолетчиков, базирующимся неподалёку, занимаются аварийно-спасательными работами, помогают выжившим, собирают тела жертв. Генерал де Голль, президент Франции, также прибывает на место трагедии.
Официальные итоги катастрофы: по состоянию на 15 января 1960 года числятся погибшими и/или пропавшими без вести 423 человека, среди которых 135 детей.

## Предпосылки катастрофы
Как уже сказано выше, арочные плотины считаются наиболее надежными среди плотин при условии, если они опираются на прочные скалы и основание. Гравитационные плотины, наоборот, наименее прочные, так как сопротивляются давлению воды только благодаря собственному весу. Первая зарегистрированная катастрофа такого сооружения произошла в Испании в начале XIX века. Построенная в 1785—1791 годах плотина Puentes, возведенная для осуществления ирригации полей региона Мурсия, разрушилась в 1802 году после первичного наполнения водохранилища. Жертвами происшествия тогда стали более 600 человек. Веком позже в Лос-Анджелесе в 1928 году откровенно плохо построенная гравитационная плотина разрушается и приводит к гибели 420 человек. Разрушений же арочных плотин история знает крайне мало по той причине, что арочная плотина использует не свой вес, а вес скалы левого и правого берегов и основания. Чем сильнее давление воды на арочную плотину, тем больше она упирается в основание и берега, тем больше она сопротивляется воде. Об этом прямо свидетельствует пример трагедии, случившейся в итальянских Альпах в местечке Вайонт (итал. Vaiont) — 9 октября 1963 года часть скалы сошла в водохранилище плотины Вайонт. Поднявшаяся волна высотой около 200 метров перехлестнула через гребень плотины и стала причиной гибели более 2600 человек. При этом сама плотина Вайонт устояла и остается целой по сегодняшний день, несмотря на то, что из водохранилища после трагедии спустили воду и больше его не наполняют.
Геологические и гидрологические исследования места будущего строительства плотины были проведены в 1946 году. Полученные выводы подтвердили, что место является подходящим. Однако, опять же, в связи со скудным финансированием, геологические исследования были проведены не в полном объёме.
Горная порода, на которой стали возводить плотину Мальпассе, относится к метаморфическим горным породам, известным как гнейс. Это одна из наиболее распространённых горных пород, которая отличается своими герметичными свойствами, не позволяющими воде проникать в землю и наоборот — её присутствие означает, что в данном месте нет значительных грунтовых вод.
Отсутствие полного геологического исследования стало причиной того, что геологический разлом на месте строительства плотины Мальпассе не был обнаружен. Ряд сейсмических воздействий (взрывы военных и дорожных строителей) в течение пяти лет эксплуатации плотины при усиливающемся давлении воды на основу плотины приводили к подвижкам скального основания, увеличению количества микротрещин в бетоне плотины и повышению течей. Своё слово безусловно сказали и «сэкономленные» затраты на качественный бетон. В конце концов, когда водохранилище было наполнено дождями практически до верха, вода вытолкнула плотину как пробку из шампанского.

## Расследование аварии и сегодняшнее состояние плотины
В результате аварии 2 декабря 1959 года плотина Мальпассе была разрушена полностью. От неё остались только небольшой блок на одном берегу и небольшой край плотины на другом, смещенный на 2 м по горизонтали от исходного положения.
В результате осмотра обломков было обнаружено, что бетон по-прежнему сцеплен с гнейсом. Это свидетельствовало о том, что причиной аварии не была потеря контакта между плотиной и коренной породой. Комиссия не обнаружила также никаких свидетельств того, что причиной аварии явился состав бетона (кроме того, в почти водонепроницаемый гнейс при строительстве нагнетался цементирующий раствор). Было решено, что плотина обрушилась вследствие изгибания тонкой бетонной арки, которое было вызвано движением фундамента плотины. Поскольку порода, послужившая причиной обрушения, была вымыта волной, долгое время велись споры, как произошло обрушение — в результате деформации или оползня.
Истинная причина катастрофы была установлена лишь через несколько лет. При выполнении серии опытов с целью выяснения связи между водопроницаемостью и преобладающим напряжением в серии пород обнаружилось, что водопроницаемость некоторых пород резко снижалась при сжатии, причем наиболее сильный эффект наблюдался в микротрещиноватых породах, таких, как гнейс. Растягивающее напряжение вызывало увеличение проницаемости. Оказалось, что из всех изученных пород именно в гнейсе изменение проницаемости наиболее сильно зависит от напряжений.
Применительно к Мальпассе это означает, что под воздействием давления плотины произошло сжатие гнейса, и его проницаемость уменьшилась примерно до одной сотой от её обычного значения. Сам разлом содержал непроницаемую жильную глинку, и, таким образом, под плотиной создался почти непроницаемый для воды барьер.
Для зоны растяжения в гнейсе под краевой частью водохранилища была характерна повышенная водопроницаемость, через эту зону и передавалось по́ровое давление воды. В результате в почти водонепроницаемом гнейсе под плотиной возникла огромная сила, направленная вверх параллельно ослабленному разлому, которая совместно с воздействием порового давления в 21 час 13 минут 2 декабря 1959 года подняла плотину. Причиной обрушения было окончательное заполнение водохранилища, вызвавшее несколько более сильную деформацию плотины и подстилающих пород и приведшее к образованию трещин в дне водохранилища, что способствовало более быстрой передаче давления воды.
Обеспечить безопасность на плотине Мальпассе можно было лишь путём сооружения системы дренажа под плотиной, что препятствовало бы росту давления поровых вод. В настоящее время подобные сооружения предусматриваются во всех плотинах такого рода. Несмотря на то, что в ретроспективе механизм обрушения плотины Мальпассе стал совершенно очевидным, несправедливо было бы обвинять в непредусмотрительности Андре Куана, который в то время не мог знать о принципах такого механизма. Своевременное обнаружение разлома, к сожалению, никак бы не повлияло на строительство и произошедшую аварию.

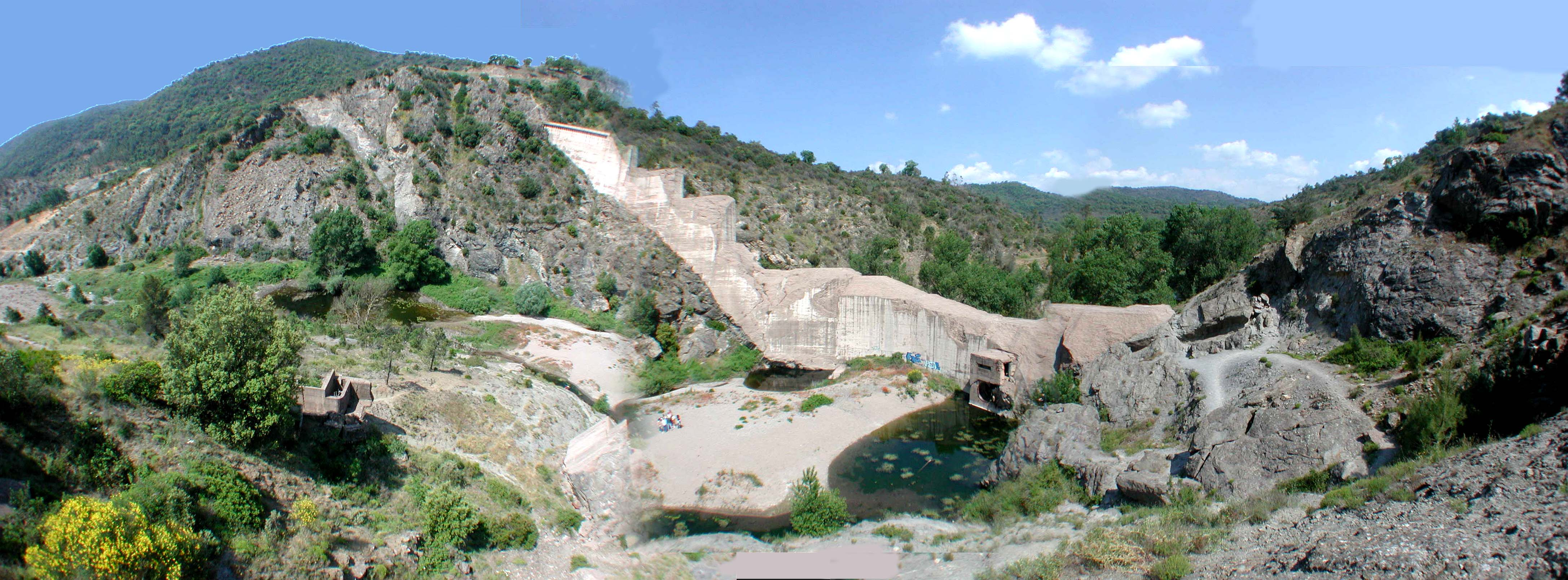
Плотина Мальпассе, вид вниз по течению

## В кинематографе
- Прорыв плотины Мальпассе послужил основой для одной из сюжетных линий французского сериала «На зов скорби».